# Top Dog Fighting Championship 21
Top Dog Fighting Championship 21 — двадцать первый номерной турнир кулачной лиги Топ Дог, состоявшийся 23 июня 2023 года в Vegas City Hall, Москва. В главном бою турнира дебютант лиги из Германии — Серж Михель, нокаутировал в пятом раунде чемпиона лиги в среднем весе (до 85 кг) Наима Давудова.

## Предыстория турнира
6 июня состоялся официальный анонс турнира и четырёх главных поединков. 15 июня стало известно, что со-главное событие турнира, а именно чемпионский бой в легчайшем весе (до 59кг) Чингиса «Хана» Салбырына и Николая «Ebosher» Терехова был перенесён на следующий номерной турнир TOP DOG 22. Новым со-главным событием стал бой в промежуточном весе (до 90 кг): нокаутёра Игоря «Имели» Ионова и топового средневеса Суламбека «Алого Зверя» Шахгириева.
20 июня канал «КУЛАКОМ» выложил видеоролик «Алый Зверь vs Имеля — Лицом к лицу», в котором между бойцами разгорелся конфликт.
21 июня на канале «TOP DOG» появился выпуск формата «Drain», в котором организаторы и бойцы обсудили турнир и выбрали фаворитов во всех поединках карда.
С 21-й номерной турнир стал первым, бои главного карда которого, стали также транслироваться в России на федеральном телеканале Че!.

### Коэффиценты перед турниром
- Наим «Самурай» Давудов (1.40) — Серж «Bavarian Sniper» Михель (2.95)
- Игорь «Имеля» Ионов (1.65) — Суламбек «Алый Зверь» Шахгириев (2.25)
- Денис «Ураган» Дула (2.10) — Наби «Ганнибал» Гаджиев (1.75)
- Валерий Заботин (1.75) — Александр «Питбуль» Татарский (2.10)
- Иван «Русский Богатырь» Матвеев (1.40) — Даниял «Баллас» Акаев (2.95)
- Зейнал «Psycho» Гасанов (1.90) — Зурхай «Цезарь» Мансуров (1.90)
- Александр «Малыш» Михаськов (1.50) — Владимир «Мономах» Бурмак (2.60)
- Давид «Пулемёт» Оганесян (1.90) — Хусрав «13-й Район» Зоидов (1.90)
- Николай «Учитель» Шевяков (1.50) — Егор «Фрол» Фрольцов (2.60)
- Никита Никитин (1.40) — Эльвин «Псих» Гарифуллин (2.95)

## Ход главных поединков
В главном бою вечера Серж «Bavarian Sniper» Мишель (дебют) нокаутировал в концовке пятого раунда чемпиона Наима «Самурая» Давудова (5-0), но чемпионский перстень не стоял на кону и был объявлен реванш за чемпионский перстень.
В со-главном бою вечера Игорь «Имеля» Ионов (2-1) победил Суламбека «Алого Зверя» Шахгириева (3-1). Ионов разбивал Шахгириева на дистанции, а Суламбек работал в клинче по корпусу. В третьем раунде была видна усталость обоих спортсменов и обилие работы на ближней дистанции, лицо «Алого Зверя» было покрыто кровью от рассечений. Судьи единогласно выбрали победителем Игоря Ионова. Суламбек после поединка потребовал реванш и выразил сомнение в справедливости решения.
В третьем по значимости поединке Наби «Ганнибал» Гаджиев (3-2) одержал победу над Денисом «Ураганом» Дулой (3-2-1) остановкой во втором раунде. Наби долгое время вызывал Дениса на бой, но по разным причинам поединок откладывался. В первом раунде Гаджиев перебивал и разбивал джебом Дулу, нанеся ему рассечение под левым глазом. Во втором «Ганнибал» продолжал работать в том же ритме и усугублял рассечение «Урагана» и отправил в нокдаун боковым ударом. Дула поднялся после отсчёта, но из-за тяжёлых повреждений на лице Дениса рефери остановил бой и признал победу Гаджиева техническим нокаутом.
В открывающем бою главного карда Валерий Заботин (4-3-2) и Александр Татарский (1-1) по прозвищу «Питбуль» встретились в весовой категории до 75 кг. Александр, будучи ниже своего соперника старался работать в активном клинче, нанося удары по корпусу и голове, а Заботин активно атаковал соперника и вступал в размены. В начале второго раунда Валерий работал на дистанции джебом, используя свою антропометрию, но в конце раунда Татарский на ближней дистанции начал наносить удары по корпусу и голове Заботина и пробив серию из нескольких тяжёлых попаданий по голове Заботина, угол Валерия выбросил полотенце и «Питбуль» одержал досрочную победу.

## Список поединков
| №  | Весовая категория        |                                                               |                                 |    |      |                                 |    |          | Способ                | Раунд | Время | Примечание                      |
|    |                          | Главные бои (Велась прямая трансляция на каналах Че! и UDAR)  |                                 |    |      |                                 |    |          |                       |       |       |                                 |
| 10 | Средняя (до 85 кг)       | 84,7 кг                                                       | Серж «Bavarian Sniper» Михель   |    | поб. | Наим «Самурай» Давудов          | Ч  | 84,6 кг  | Нокаутом              | 5     | 1:32  | Бой не имеет чемпионский статус |
| 9  | Промежуточная (до 90 кг) | 89,4 кг                                                       | Игорь «Имеля» Ионов             | #4 | поб. | Суламбек «Алый Зверь» Шахгириев | #2 | 89,3 кг  | Единогласным решением | 3     | 2:00  |                                 |
| 8  | Полусредняя (до 77 кг)   | 76,8 кг                                                       | Наби «Ганнибал» Гаджиев         | #7 | поб. | Денис «Ураган» Дула             | #6 | 77,2 кг  | Техническим нокаутом  | 2     | 1:43  |                                 |
| 7  | Промежуточная (до 75 кг) | 74,5 кг                                                       | Александр «Питбуль» Татарский   | #9 | поб. | Валерий Заботин                 | #4 | 64,3 кг  | Единогласным решением | 3     | 2:00  |                                 |
|    |                          | Предварительные бои (Велась прямая трансляция на канале UDAR) |                                 |    |      |                                 |    |          |                       |       |       |                                 |
| 6  | Тяжёлая (свыше 94 кг)    | 98,1 кг                                                       | Иван «Русский Богатырь» Матвеев |    | поб. | Даниял «Баллас» Акаев           |    | 108,9 кг | Техническим нокаутом  | 1     | 2:00  |                                 |
| 5  | Полулёгкая (до 64 кг)    | 64,2 кг                                                       | Зурхай «Цезарь» Мансуров        |    | поб. | Зейнал «Psycho» Гасанов         | #3 | 64,2 кг  | Единогласным решением | 3     | 2:00  |                                 |
| 4  | Лёгкая (до 70 кг)        | 69,4 кг                                                       | Владимир «Мономах» Бурмак       |    | поб. | Александр «Малыш» Михаськов     |    | 70,0 кг  | Единогласным решением | 3     | 2:00  |                                 |
| 3  | Легчайший вес (до 59 кг) | 64,0 кг                                                       | Давид «Пулемёт» Оганесян        | #8 | поб. | Хусрав «13-й Район» Зоидов      | #9 | 58,5 кг  | Нокаутом              | 2     | 0:52  |                                 |
| 2  | Полулёгкая (до 64 кг)    | 63,5 кг                                                       | Николай «Учитель» Шевяков       |    | поб. | Егор «Фрол» Фрольцов            |    | 63,8 кг  | Единогласным решением | 3     | 2:00  |                                 |
| 1  | Полусредняя (до 77 кг)   | 77,0 кг                                                       | Никита Никитин                  |    | поб. | Эльвин «Псих» Гарифуллин        |    | 77,2 кг  | Нокаутом              | 2     | 1:53  |                                 |